# 奥山治
奥山 治（おくやま おさむ、1918年（大正7年）1月31日 - 2000年（平成12年）3月18日）は東京都・青ヶ島村の村長を五期17年3か月間務めた人物。生涯において玄米自然食（マクロビオティック）の普及に努めた。東洋哲学の思想家。

## 来歴
奥山治の出生地青ヶ島は、1785年（天明5年）天明の大噴火で全島民が避難し無人島になった。絶海の孤島の中で、その後五十年もの歳月をかけ、1835年（天保6年）避難先の八丈島から独力還住（全島民帰還）を果たす祖先達を指導したのが佐々木次郎太夫である。柳田國男は佐々木次郎太夫を「青ヶ島のモーゼ」と称えている。
奥山治は、島の名主となった佐々木次郎太夫の末裔である。故に名前も「治」である。奥山治の時代も、次郎太夫同様に僻地・離島の総引揚げが国策として推進された時代であった。村議会議員時代を含め通算27年に亘り、島の総引き揚げに抵抗し、島の発展に尽くしたことから「現代のモーゼ」と称えられている。

## 人物評
三人兄弟の末弟として生まれる。1938年（昭和13年）3月、旧制・東京府立第一商業学校（現・東京都立第一商業高等学校）を卒業。
桜沢如一の門下となり、玄米食運動（マクロビオティック）や世界政府運動の活動に熱中する。兄弟弟子に久司道夫、田中波留子（フローラ）らがいる。戦況が激しくなったため、桜沢如一の命により門下生一同は戦争が終わるまでそれぞれの故郷へ帰ることとなった。
奥山治は帰郷後、八丈島、青ヶ島の国民学校の教員を務めたが、やがて1945年（昭和20年）終戦を迎える。英語が多少ともできた由縁もあり武装解除に訪れた合衆国将軍より、青ヶ島の名主の末裔として島の政治、経済、文化の全権を委任され、事実上島の全権を掌握する指導者となった。
以来、奥山治は、地方自治法（公職選挙法）除外地域時代、つまり1947年（昭和22年）以前においても実態は統治者で村長であり、27年に亘る政治活動の中で、次々に村民の悲願を実現してきた。
温厚誠実にして品行方正、清廉潔白にして自由闊達な性格を身上とし、卓抜なる政治的識見と指導力は高く評価され、広く深く村民の信望を得た。

## 村長事績
奥山治は、村長就任直後に青ヶ島の抜本的基盤（生活・産業）の確立を旗印に膨大な「青ヶ島開発白書」を公表し、青ヶ島の開発振興についての所信を明らかにした。1965年（昭和40年）まで電気がなくランプで、1978年（昭和53年）まで水道がなく雨水タンクでという、遥かに立ち遅れた村民の生活状況であった。 
奥山治は、自らの白書に従って東奔西走し粛々と公約を実現させてきた。
農道・村道・都道の整備、発電設備、全家庭灯電、三宝港開港（突堤桟橋建設）、船便航路、連絡船建造、三宝港ウインチ荷揚げ設備、産業振興、診療所、保育園、小学校、中学校、体育館、図書館、村民住宅、集会所、老人福祉館、村役場庁舎、山斜面雨水集水式簡易水道（全家庭水道化）、大千代港開港、ダイヤル電話開通、年金受給等、そのマニフェスト達成実績は枚挙に暇がない。
奥山治は、日本の僻地・離島が自らの故郷を捨てさせられた当時、孤軍奮闘し青ヶ島の生活と文化と暮らしを守りきった。1979年（昭和54年）後進に託し奥山治は村長を勇退している。

## 思想
奥山治は、離島である青ヶ島村開発の最終目標は、恒久自立であり、且つ格差のない村民生活基盤の抜本的確立でなければならないとして、27歳にして本格的に政治家としての活動に入った。
当時の青ヶ島には完備された漁港がなく、豊富な海産資源も他県や他島により乱獲されていた。陸上産業・農業資源の乏しい青ヶ島は、このままでは多額の公費を投じた公共施設も、空しく自滅してゆくか、または島を挙げて島外転出を選ばなければならない断崖絶壁の岐路に立たされていた。
同じ運命にあった東京都・八丈島・八丈町の八丈小島は1969年（昭和44年）人の住まない無人島と化している。しかし、遥か先祖伝来あらゆる苦難・困難を克服してきた島民達が自滅や島外転出を求める理由は何一つなく、奥山は青ヶ島の恒久自立の道はただひとつ、抜本開発か、若しくは日本国から独立し治外法権を取るかの二者択一しかないと考えた。
奥山治は、地下足袋姿で度々上京し、青ヶ島の現状を東京都庁前で断食をしながら陳情した。

## 子供
- 長男：JASDAQ上場 夢みつけ隊株式会社（ http://www.steilar.com/company/companyinfo_01.html）取締役、フリージアグループ（http://www.freesiamacross-extruder.com/jp/index.html）会長 佐々木ベジ
- 長女：東洋医学治療院　代表取締役社長　佐々木コル（現在建内コル。看護大学、中国遼寧省中医大を卒業、）
- 次男：フリージアハウス（http://www.freesia.co.jp/）代表取締役社長 奥山治郎
- 三男：東証二部上場 フリージア・マクロス（http://www.freesiamacross-extruder.com/jp/）代表取締役社長 奥山一寸法師
- 四男：もみの気ハウス株式会社　会長（http://www.mominokihouse.jp/）奥山順治